# CRIP2
CRIP2 (англ. Cysteine rich protein 2) – білок, який кодується однойменним геном, розташованим у людей на короткому плечі 14-ї хромосоми. Довжина поліпептидного ланцюга білка становить 208 амінокислот, а молекулярна маса — 22 493.
| 10         |  | 20         |  | 30         |  | 40         |  | 50         |
| ---------- |  | ---------- |  | ---------- |  | ---------- |  | ---------- |
| MASKCPKCDK |  | TVYFAEKVSS |  | LGKDWHKFCL |  | KCERCSKTLT |  | PGGHAEHDGK |
| PFCHKPCYAT |  | LFGPKGVNIG |  | GAGSYIYEKP |  | LAEGPQVTGP |  | IEVPAARAEE |
| RKASGPPKGP |  | SRASSVTTFT |  | GEPNTCPRCS |  | KKVYFAEKVT |  | SLGKDWHRPC |
| LRCERCGKTL |  | TPGGHAEHDG |  | QPYCHKPCYG |  | ILFGPKGVNT |  | GAVGSYIYDR |
| DPEGKVQP   |  |            |  |            |  |            |  |            |

A: Аланін

C: Цистеїн

D: Аспарагінова кислота

E: Глутамінова кислота

F: Фенілаланін

G: Гліцин

H: Гістидин

I: Ізолейцин

K: Лізин

L: Лейцин

M: Метіонін

N: Аспарагін

P: Пролін

Q: Глутамін

R: Аргінін

S: Серин

T: Треонін

V: Валін

W: Триптофан

Кодований геном білок за функцією належить до фосфопротеїнів. 
Задіяний у таких біологічних процесах, як ацетилювання, альтернативний сплайсинг. 
Білок має сайт для зв'язування з іонами металів, іоном цинку. 